# Albrecht Bonnet
Albrecht Bonnet (* 4. September 1860 in St. Johann; † 3. Juli 1900 in Karlsruhe) war ein deutscher Ingenieur und Amateur-Archäologe.

## Ausbildung
Albrecht Bonnet studierte Maschinenbau an der Technischen Hochschule Karlsruhe. Er war als Ingenieur und Fabrikbesitzer tätig. Ab 1895 widmete er sich der lokalen Archäologie.
Bonnet führte 1895 und 1896 Ausgrabungen im Süden Duisburgs durch. Dort fand er in Hünengräbern 120 keltische und germanische Urnen. Diese schenkte er der Stadt Duisburg mit der Bedingung, sie in einem geeigneten Raum den Bürgern zugänglich zu machen.
Er führte 1898 bis 1900 Ausgrabungen in einer Sandgrube bei Hochstetten durch. Zur gleichen Zeit, um 1899, führte er Ausgrabungen auf dem Michaelsberg (Untergrombach) durch.
Ab 1899 führten er und Alfred Schliz archäologische Ausgrabungen in der steinzeitlichen Siedlung von Großgartach durch. Dort verorteten sie mehrere rechteckige, steinzeitliche Wohnstellen, die sogenannte Steinzeitliche Siedlung von Großgartach. Die von Bonnet und Schliz entwickelte Grabungsmethode, die sich auf ausgesuchte einzelne interessante Stellen anstelle großflächig auf ein ganzes Areal konzentriert, wird als Bonnet-Schlizsche-Methode bezeichnet.

## Veröffentlichungen (Auswahl)
- Die steinzeitliche Ansiedelung auf dem Michelsberge bei Untergrombach. In: Veröffentlichungen der Grossherzoglichen Badischen Sammlungen für Altertums- und Völkerkunde in Karlsruhe und des Karlsruher Altertumsvereins 2, Karlsruhe 1899, S. 39–54 (Digitalisat).
- Vorgeschichtliche Funde aus der Umgegend von Karlsruhe, hrsg. u. ergänzt von Karl Schumacher, In: Veröffentlichungen der Grossherzoglichen Badischen Sammlungen für Altertums- und Völkerkunde in Karlsruhe und des Karlsruher Altertumsvereins 3, Karlsruhe 1902, S. 31–52 (Digitalisat).